# Inge Eberl
Inge Eberl (* 1964 in Pleiskirchen) ist eine deutsche Pflegewissenschaftlerin. Seit 2016 hat sie die Professur für Pflegewissenschaften an der Katholischen Universität Eichstätt-Ingolstadt inne. Seit März 2021 ist sie Vorstandsvorsitzende der Deutschen Gesellschaft für Pflegewissenschaft.

## Leben
Inge Eberl wuchs im Südosten Oberbayerns auf. Nach dem qualifizierten Hauptschulabschluss verbrachte sie zwei Jahre an einem Internat in Burghausen, wo sie eine dreijährige Ausbildung zur staatlich geprüften Hauswirtschafterin absolvierte. Anschließend folgte bis 1984 eine Ausbildung zur Krankenschwester an der Berufsfachschule für Krankenpflege und dem Kreiskrankenhaus in Altötting. Nach Abschluss der Ausbildung arbeitete Eberl in Kliniken in Traunstein und Altötting. 1988 wechselte Inge Eberl an das Städtische Ausbildungsinstitut in München und absolvierte eine Fachweiterbildung für Anästhesie und Intensivmedizin. Gleichzeitig war sie im städtischen Klinikum auf der Intensivstation tätig. Ab 1993 durchlief sie an der Uniklinik München den Karriereweg von der Praxisanleiterin über die Stationsleitungsausbildung bis zur Stationsleitung. 1999 nahm sie an der Universität Witten/Herdecke ihr Studium im Fach Pflegewissenschaft auf und schloss dieses 2004 mit dem Master ab. Anschließend war sie bis 2008 als wissenschaftliche Mitarbeiterin am dortigen Lehrstuhl für familienorientierte und gemeindenahe Pflege tätig. Parallel dazu arbeitete sie von 2004 bis 2010 als Pflegewissenschaftlerin in der Pflegedirektion des Universitätsklinikums München, seit 2010 in der Stabsstelle Pflegewissenschaft und Praxisentwicklung. 2013 promovierte sie an der Fakultät für Gesundheit der Universität Witten/Herdecke zur Dr. rer. medic. Seit November 2016 lehrt sie als Professorin für Pflegewissenschaft an der Fakultät für Soziale Arbeit der Katholischen Universität Eichstätt-Ingolstadt.
Seit März 2021 ist Eberl Vorstandsvorsitzende der Deutschen Gesellschaft für Pflegewissenschaft (DGP). Im März 2024 wurde sie in diesem Amt bestätigt. Im Mai 2025 wurde Eberl dem Leitungsgremium des Deutschen Pflegerats zugewählt.

## Forschungsschwerpunkte
Einer der Schwerpunkte Eberls ist die Evaluationsforschung. Daneben ist auch der Einbezug und die Auswertung von IT-gestützter Pflegedokumentation von Bedeutung. In Eberls Forschungsbereich fallen das Projekt Family bzw. Public Health Nursing, sowie Advanced Practice Nursing und die Praxisentwicklung in der Pflege. Zudem beschäftigt sie sich mit der klinischen Pflegeforschung und Assessmentinstrumenten in der Pflege. Zuletzt ist sie auch am Nursing Minimum Data Set beteiligt. Dieses Projekt zielt darauf ab, ein gemeinsames pflegerisches Datenset für deutschsprachige Länder zu erstellen.

## Projekte
Zu Eberls Projekten gehört vor allem das Projekt Family Health Nursing. Zentral dabei ist der besondere Fokus auf Patienten und deren Familien in Abgrenzung zu rein klinischem Denken. Des Weiteren forscht Eberl neben der Evaluationsforschung auch im Bereich der Interventionsforschung.

## Veröffentlichungen (Auswahl)

### Buchbeiträge
- I. Eberl, G. Müller: Pflegeplanung. In: A. Boonen, J. Heindl-Mack (Hrsg.): Die Pflege in der Intensivmedizin. Thieme Verlag, Stuttgart 1996.
- I. Eberl: Pflegeprozeß und Pflegediagnostik bei gefäßkranken Patienten. In: V. Kozon, N. Fortner (Hrsg.): Vaskuläre Pflege eine multidisziplinäre Aufgabe. ÖGVP, Wien 1997.
- I. Eberl: Die Erfassung des Pflegeaufwands bei Patienten mit Myokardinfarkt – Teilergebnisse einer deskriptiven Pilotstudie. In: V. Kozon, N. Fortner (Hrsg.): Wundmanagement Pflegephaleristik. ÖGVP, Wien 2006.
- S. Bartholomeyczik, M. Brieskorn-Zinke, I. Eberl, W. Schnepp, F. Weidner, A. Zegelin-Abt: Prävention als Aufgabe der Pflege. Konzepte und Projekte. In: W. Kirch, B. Badura, H. Pfaff (Hrsg.): Prävention und Versorgungsforschung. Springer Verlag, Heidelberg 2008.
- I. Eberl: Family Health Nursing in Deutschland. In: P. Siffert (Hrsg.): Handlungsfeld Pflege – was heute für morgen anzudenken ist. Facultas Verlags- und Buchhandels AG, Wien 2008.
- I. Eberl, W. Schnepp: Projektdesign- und Konsensphase als Vorstudie. Zur Implementierung der „Family Health Nurse in Deutschland“. In: F. Wagner, W. Schnepp (Hrsg.): Familiengesundheitspflege in Deutschland. Bestandsaufnahme und Beiträge zur Weiterbildung und Praxis. Verlag Hans Huber, Bern 2011.
- I. Eberl, W. Schnepp: Die multizentrische Pilotstudie der WHO zur Family Health Nurse. Eine Untersuchung über die Machbarkeit der Familiengesundheitspflege in Deutschland. In: F. Wagner, W. Schnepp (Hrsg.): Familiengesundheitspflege in Deutschland. Bestandsaufnahme und Beiträge zur Weiterbildung und Praxis. Verlag Hans Huber, Bern 2011.

### Zeitschriftenaufsätze
- I. Eberl, S. Bartholomeyczik, E. Donath: Die Erfassung des Pflegeaufwands bei Patienten mit der medizinischen Diagnose Myokardinfarkt. In: Pflege. Band 18, Nr. 6, 2005, S. 364–372.
- I. Eberl, W. Schnepp: Familiengesundheitspflege in Deutschland: Konsensfindung als Grundlage. In: Pflege. Band 19, Nr. 4, 2006, S. 243–243.
- I. Eberl, W. Köppl: Pflegerisches Risikomanagement. Sicherheit mit System. In: Die Schwester Der Pfleger. Band 46, Nr. 5, 2007, S. 402–407.
- I. Eberl, D. Schüssler, P. Lobenwein: Modellprojekt Familiengesundheitspflege. Ergebnisse der wissenschaftlichen Begleitforschung. In: Die Schwester Der Pfleger. Band 47, Nr. 6, 2008, S. 543–545.
- I. Eberl, S. Bartholomeyczik: Die Übertragung des Belgischen Nursing Minimum Data Set II (BNMDS II) auf bundesdeutsche Krankenhäuser. Ergebnisse der ersten Untersuchungsphase zum Übersetzungs- und Adaptionsprozess des Instruments. In: Pflege. Band 23, Nr. 5, 2010, S. 309–319.
- I. Eberl: Der Pflegekomplexmaßnahmenscore. Besser als nichts? In: CNE.management. Nr. 3, 2011, S. 10.
- I. Eberl, C. Flerchinger: PPR und LEP. Leistungsbezogene Personalberechnung. In: CNE.fortbildung. Nr. 4, 2011, S. 8–11.
- I. Eberl: Abbildung des Pflegeaufwands im DRG-System. Herausforderung PKMS. In: CNE.fortbildung. Nr. 4, 2011, S. 12–15.
- I. Eberl: Erkennen, verstehen, handeln. Arbeitsfeld- und Prozessanalysen im Pflegedienst am Klinikum der Universität München (KUM). In: VPU Newsletter. 03:4. VPU, Berlin 2016.

## Mitgliedschaften
- Wissenschaftlicher Beirat der ENI (European Nursing Informatics)
- Deutsche Gesellschaft für Pflegewissenschaft, hier seit 19. März 2021 Erste Vorstandsvorsitzende, in Nachfolge von Renate Stemmer.[4]
- Deutsche Gesellschaft für Evaluation
- Association for Common European Nursing Diagnoses, Interventions and Outcomes (ACENDIO)
- Kuratorium der Bayerischen Arbeitsgemeinschaft für Qualitätssicherung in der stationären Versorgung
- Fachkommission Pflege der Bayerischen Arbeitsgemeinschaft für Qualitätssicherung in der stationären Versorgung
- Netzwerk Pflegeforschung des VPU (Verband der Pflegedirektorinnen und Pflegedirektoren der Universitätskliniken und Medizinischen Hochschulen Deutschlands e.V.)
- Deutscher Berufsverband für Pflegeberufe e.V. (DBfK)